# Guifloden
Guifloden eller Gui Jiang (桂江) är en flod i Kina.   Det ligger i provinsen Guangxi, i den södra delen av landet, 1 900 km söder om huvudstaden Peking.
Guifloden bildas i Pingle genom ett sammanflöde av Lifloden, Lipufloden och Gongchengfloden. Floden flyter söder ut tills den förenas som en biflod till Xifloden vid Wuzhou.